# Слафтер (Луїзіана)
Слафтер (англ. Slaughter) — місто (англ. town) в США, в окрузі Іст-Фелісіана штату Луїзіана. Населення — 1035 осіб (2020).

## Географія
Слафтер розташований за координатами 30°43′40″ пн. ш. 91°8′10″ зх. д. / 30.72778° пн. ш. 91.13611° зх. д. (30.727725, -91.136064).  За даними Бюро перепису населення США в 2010 році місто мало площу 14,22 км², з яких 14,20 км² — суходіл та 0,02 км² — водойми.

## Демографія
Згідно з переписом 2010 року, у місті мешкало 997 осіб у 376 домогосподарствах у складі 279 родин. Густота населення становила 70 осіб/км².  Було 392 помешкання (28/км²).
Расовий склад населення:
| - 91,4 % — білих - 5,8 % — чорних або афроамериканців - 1,3 % — корінних американців |

До двох чи більше рас належало 1,3 %. Частка іспаномовних становила 1,3 % від усіх жителів.
За віковим діапазоном населення розподілялося таким чином: 23,4 % — особи молодші 18 років, 62,6 % — особи у віці 18—64 років, 14,0 % — особи у віці 65 років та старші. Медіана віку мешканця становила 40,3 року. На 100 осіб жіночої статі у місті припадало 97,4 чоловіків;  на 100 жінок у віці від 18 років та старших — 95,9 чоловіків також старших 18 років.
Середній дохід на одне домашнє господарство  становив 67 871 долар США (медіана — 63 103), а середній дохід на одну сім'ю — 72 638 доларів (медіана — 63 355). Медіана доходів становила 58 438 доларів для чоловіків та 36 442 долари для жінок. За межею бідності перебувало 4,2 % осіб, у тому числі 6,2 % дітей у віці до 18 років та 1,4 % осіб у віці 65 років та старших.
Цивільне працевлаштоване населення становило 595 осіб. Основні галузі зайнятості: освіта, охорона здоров'я та соціальна допомога — 16,6 %, виробництво — 15,8 %, публічна адміністрація — 11,9 %, будівництво — 10,4 %.